# 傳田功
傳田 功（でんだ いさお、1928年8月4日 -2011 ）は、日本の農学者。滋賀大学名誉教授・京都学園大学名誉教授。瑞宝中綬章受章。

## 略歴
長野県生まれ。1953年、旧制京都大学農学部農林経済学科卒。大学院研究奨学生。1956年、農学部助手。1960年、講師。1965年、滋賀大学農学部助教授。1966年、「近代日本農業思想史研究」で京都大学より農学博士の学位を取得。1971年7月、教授。1993年、定年退官、滋賀大学名誉教授、京都学園大学経済学部教授。1996年、学長。2002年、定年。2007年、瑞宝中綬章受賞。

## 著書
- 『近代日本経済思想の研究 日本の近代化と地方経済』未来社、1962
- 『近代日本農政思想の研究』未来社、1969.農学原論研究叢書（毎日出版文化賞候補）
- 『豪農』1978.教育社歴史新書 日本史
- 『滋賀銀行小史』日本経済評論社、1979
- 『滋賀県の百年』山川出版社、1984.県民100年史
- 『日本の政策金融』思文閣出版、1990
- 『地域の金融・財政史 滋賀県と近江銀行』日本経済評論社、1993